# 貝倫 (哈塔伊省)
貝倫（Belen）是土耳其的城鎮，由哈塔伊省負責管轄，位於該國中南部，面積213平方公里，海拔高度507米，該鎮自1939年被劃入土耳其管治範圍，2010年人口21,936。
36°29′30″N 36°11′30″E / 36.4917°N 36.1917°E